# Mengusovský Volovec
Mengusovský Volovec je 2228 m vysoká hora ve Vysokých Tatrách na Slovensku.

## Charakteristika
Mengusovský Volovec, který se také nazývá Štít Olgy, je štíhlá dvojvrcholová pyramida v Mengusovské dolině, vypínající se nad jejím plochým dnem. Vrchol je viditelný již ze spodní části Mengusovské doliny. Jeho jižní hřeben odděluje Hincovu kotlinu od Kotliny žabích ples.
Vrchol Mengusovského Volovce je součástí krátkého, na jih odbočujícího hřebenu z Hincovy veže, která je součástí Mengusovských štítů.

## Okolí štítu
Vrchol Mengusovského Volovce viditelně ční nad Mengusovskou dolinou a kotlinou Žabích ples, ve které leží Žabí Plesa a Wachterka, Hincovou kotlinou s Veľkým Hincovým plesem a Satanovými malými plesy a Volí kotlinkou. Vrchol je viditelný i z Kôprovského štítu, který je přístupný po turistickém chodníku.

## Přístup
Vrchol není pro veřejnost přístupný po turistickém chodníku, i když výstup na něj je poměrně jednoduchý z Volovského sedla.

## Prvovýstup
První zaznamenané výstupy:
- V létě – Kornel Stodola, Johann Franz 28. června 1903
- V zimě – Mieczysław Lerski, Jerzy Maślanka 21. března 1910

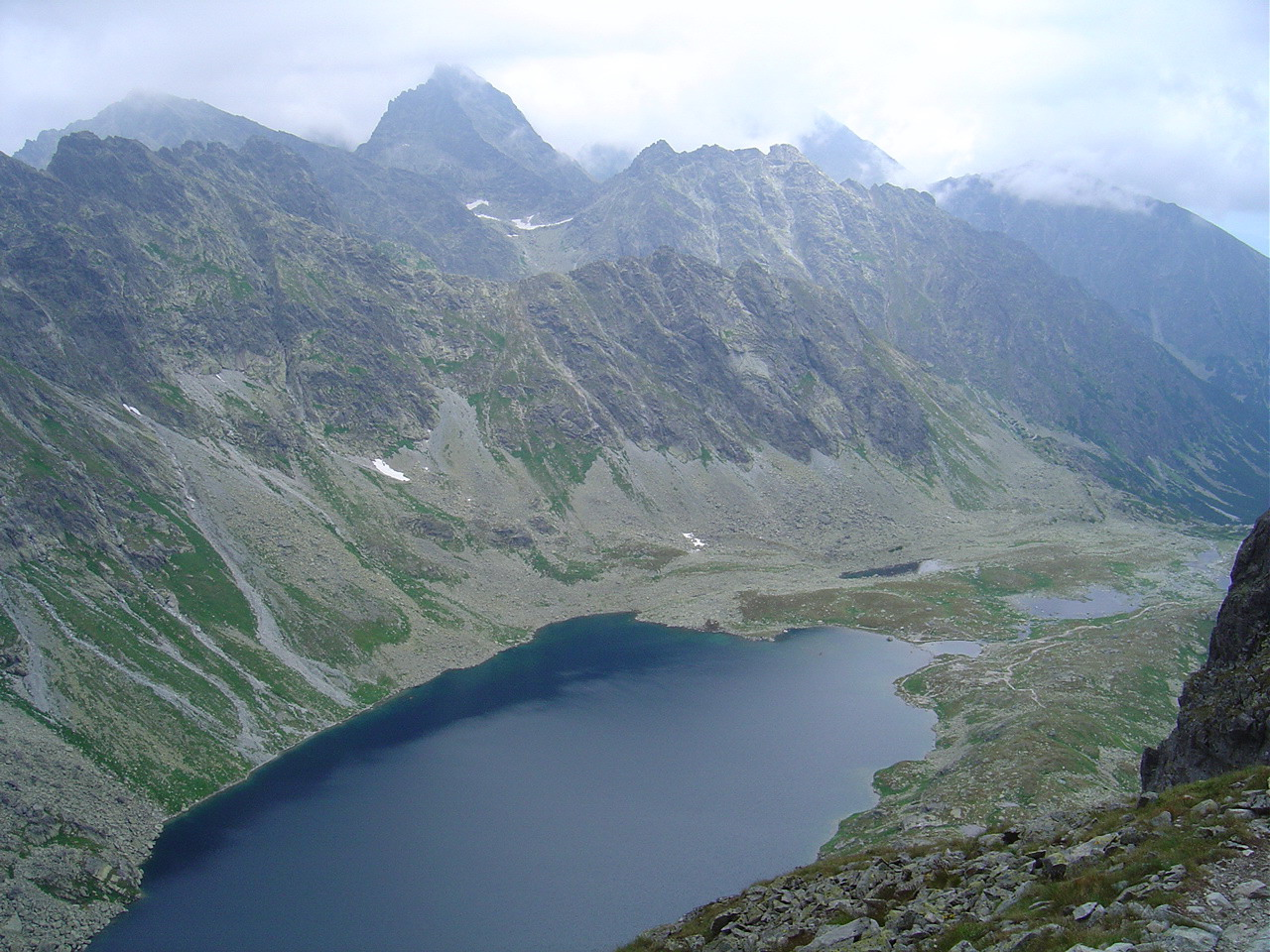
Mengusovský Volovec z Kôprovského štítu, pod ním Hincova plesa
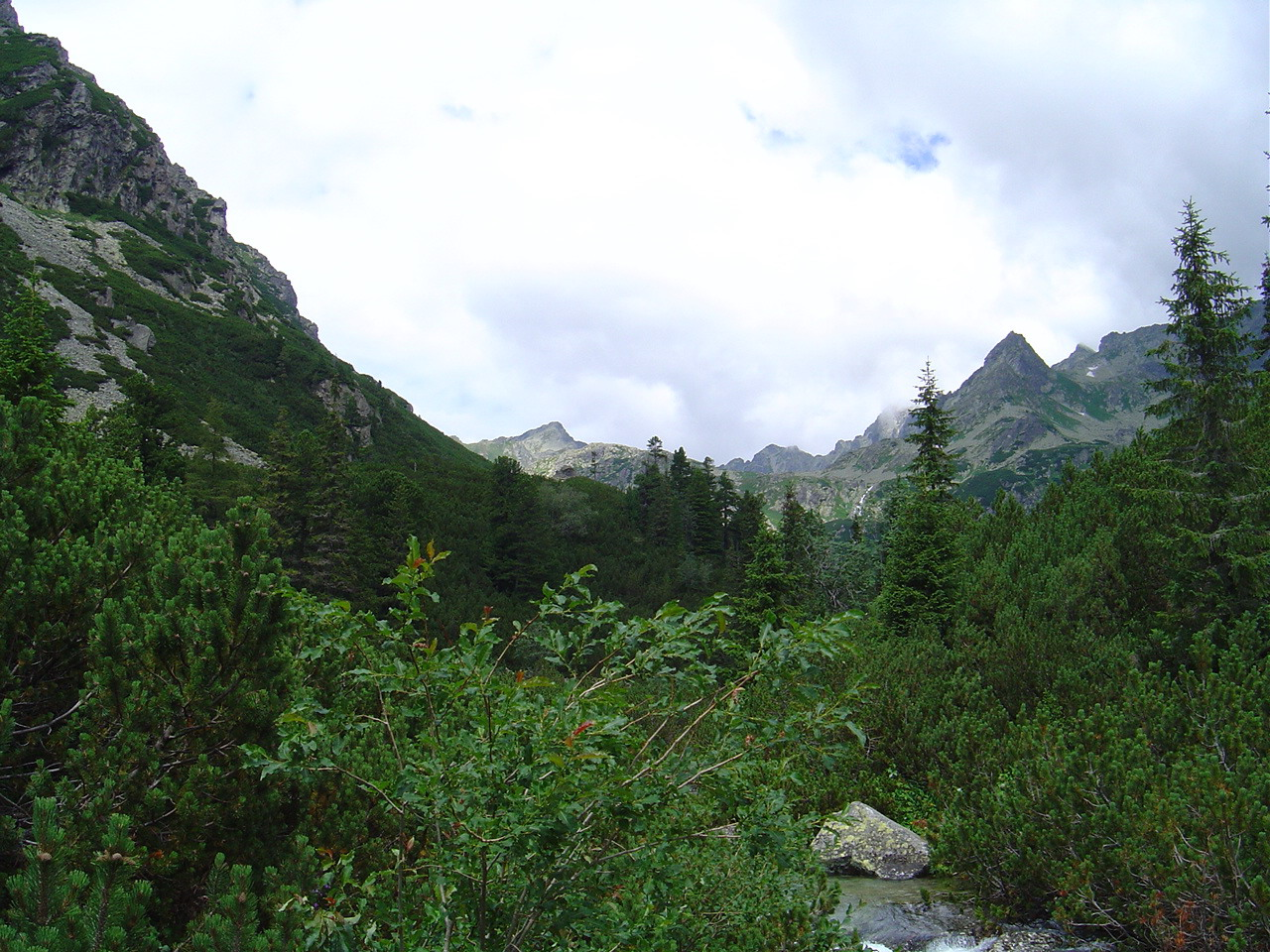
Kôprovský štít vlevo, Mengusovský Volovec vpravo, v popředí Žabí potok